# Richard Pococke

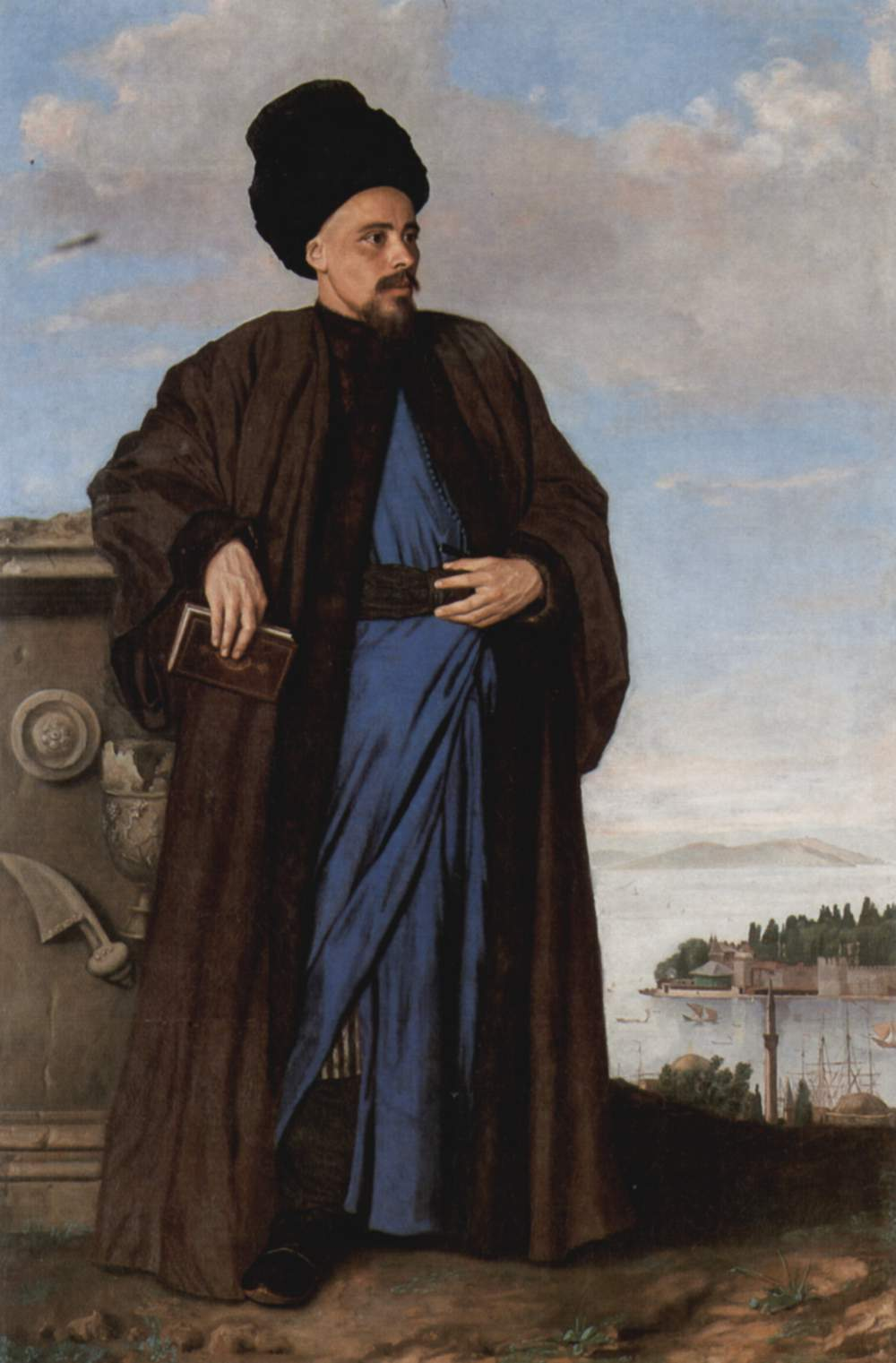
Richard Pococke em trajes orientais, 1738 — por Jean-Étienne Liotard.

Richard Pococke (19 de Novembro de 1704 - 25 de Setembro de 1765) foi um Prelado, viajante e antropólogo inglês. Ele era Bispo protestante de Ossory (1756-65) e Meath (1765), dioceses da Igreja da Irlanda, entretanto, ele ficou muito conhecido por seus escritos e diários de viagens, sobretudo no Oriente Próximo, que ajudaram muito a arqueologia e estudos desses países. 

## Biografia
Pococke nasceu em Southampton, na Inglaterra, e foi educado na Corpus Christi College e se formou como Bacharel em Direito. Seu pai chamava-se Reverendo Richard Pococke e sua mãe Elizabeth Milles .
Por influência de sua família, ele avançou rapidamente na hieraquia da Igreja, tornando-se vigário-geral das diocéses de Waterford and Lismore. Mas, ao que tudo indica, ele gastou mais tempo viajando do que atendendo suas obrigações na comunidade cristã, visto que ele passou de 1733-36 realizando viagens pela Europa. De 1737 a 1742 ele visitou o Oriente Próximo, visitando Egito, Jerusalém, Palestina e Grécia. As anotações feitas nesta viagem foram depois publicadas em seu livro A Description of the East and Some other Countries , trabalho com o qual foi premiado por Edmund Gibbon.
Durante os anos de 1747-60, Pococke fez um grande número de viagens por várias partes da Irlanda. A mais longa destas viagens ocorreu em 1752, quando ele viajou por mais da metade dos condados da Irlanda. Ele fez um registro dessa viagem, mas não publicou-o, que acabou na biblioteca do Trinity College em Dublin George Thomas Stokes.
Ele se tornou Bispo de Ossory, Elphin e Meath em 1765 e gastou a maior parte de seus últimos anos em viagens na Grã-Bretanha e Irlanda, publicando artigos de muitas de suas viagens.
Pococke morreu de Apoplexia durante uma visita ao Charleville Castle, na Irlanda em 1765. Depois de sua morte, muito de seus manuscritos foram doados à Biblioteca Britânica.
Ele foi enterrado em Ardbraccan na Irlanda.

## Chamonix
Acompanhado pela seu amigo e antropólogo como ele William Windham, são os primeiros a estudarem a Mer de Glace situada na face Norte do Maciço do Monte Branco, nos Alpes, e estudam  o interesse dos grandes glaciares. William Windham acaba mesmo por escrever um "guia turístico"; Como chegar a Chamonix  .

## Trabalhos
- A Description of the East and Some other Countries, Vol. I: Observations on Egypt — W. Boyer, London, 1743.

(Uma Descrição do Oriente e Alguns Outros Países, Vol. I: Observações no Egito.)
- A Description of the East and Some other Countries, Vol. II, W. Boyer, London, 1745 — dividido em deuas partes:

- Part 1, Observations on Palæstina or the Holy Land, Syria, Mesopotamia, Cyprus, and Candia.

(Parte 1, Observações na Palestina ou a Terra Santa, Síria, Mesopotâmia, Chipre e Candia (atual Creta)
- Part 2, Observations on the islands of the Archipelago, Asia Minor, Thrace, Greece, and some other parts of Europe.

(Parte 2, Observações em ilhas do Arquipélago, Ásia Menor, Trácia, Grécia e algumas outras partes da Europa.)